# Хэмптон, Ар Джей
Ро́дерик «Ар Джей» Хэ́мптон мла́дший (англ. Roderick "R. J." Hampton Jr.; род. 7 февраля 2001, Даллас) — американский профессиональный баскетболист, в последнее время выступавший в Джи-Лиге НБА за клуб «Кэпитал-Сити Гоу-Гоу». Играет на позиции разыгрывающего защитника. На драфте НБА 2020 года был выбран под двадцать четвёртым номером командой «Милуоки Бакс» и через несколько дней был обменян в «Денвер Наггетс».

## Профессиональная карьера

### Нью-Зиланд Брейкерс (2019—2020)
28 мая 2019 года Хэмптон подписал многолетний контракт с «Нью-Зиланд Брейкерс», выступающей в Национальной баскетбольной лиге (НБЛ), с опцией ухода в Национальную баскетбольную ассоциацию (НБА). Своё решение пропустить колледж и уехать играть в профессиональной команде он аргументировал тем, что так он сможет играть со взрослыми мужчинами и сосредоточиться на своей главной цели — попадании в НБА. 20 сентября Хэмптон дебютировал в профессиональном баскетболе и набрал 11 очков, 3 подбора, 4 передачи и 1 перехват за 21 минуту в победе над «Мельбурн Юнайтед» со счётом 97—76. Через 2 дня Хэмптон набрал лучшие в сезоне 20 очков, а также 5 подборов, 2 передачи и 3 перехвата за 32 минуты в поражении от «Саут-Ист Мельбурн Финикс» со счётом 95—102. 11 декабря было объявлено, что он пропустит около 4 недель из-за травмы бедра. 5 января 2020 года Хэмптон вернулся и набрал 11 очков в победе над «Саут-Ист Мельбурн Финикс» со счётом 97—92. 4 февраля Хэмптон вернулся в США, чтобы полностью восстановиться и подготовиться к драфту НБА 2020 года. За 15 игр в НБЛ Хэмптон набирал в среднем 8,8 очков, 3,9 подбора и 2,4 передачи за игру.

### Денвер Наггетс (2020—2021)
Хэмптон был выбран под 24-м номером на драфте НБА 2020 года командой «Милуоки Бакс». 24 ноября 2020 года он был обменян в «Денвер Наггетс» в результате четырёхстороннего обмена с участием «Милуоки Бакс», «Нью-Орлеан Пеликанс», «Оклахома-Сити Тандер» и «Денвер Наггетс». 1 декабря 2020 года подписал контракт новичка с Денвером, рассчитанный на 4 года. 28 декабря Хэмптон дебютировал в НБА, выйдя со скамейки запасных, и набрал 2 очка и 1 подбор за 4 минуты в победе над «Хьюстон Рокетс» со счётом 124—111.

### Орландо Мэджик (2021—2023)
25 марта 2021 года Хэмптон, Гэри Харрис и будущий выбор первого раунда драфта были обменяны в «Орландо Мэджик» на Аарона Гордона и Гэри Кларка. 4 апреля Хэмптон впервые в своей карьере вышел в стартовом составе в матче против «Денвер Наггетс». Он набрал 16 очков, четыре подбора и три передачи за 33 минуты. 17 мая он был назван лучшим новичком Восточной конференции за май месяц.
21 февраля 2023 года Хэмптон был отчислен «Мэджик».

### Детройт Пистонс (2023)
23 февраля 2023 года Хэмптон подписал контракт с командой «Детройт Пистонс».

### Майами Хит (2023—2024)
27 сентября 2023 года Хэмптон подписал двусторонний контракт с «Майами Хит». Он был отчислен 9 февраля 2024 года.

### Кэпитал-Сити Гоу-Гоу (2024)
14 февраля 2024 года Хэмптон перешёл в «Кэпитал-Сити Гоу-Гоу» после обмена из «Су-Фолс Скайфорс» , а 3 марта он подписал 10-дневный контракт с «Вашингтон Уизардс», но так и не сыграл за них. 13 марта он вернулся в «Кэпитал-Сити».

## Карьера в сборной
В 2017 году завоевал золотую медаль, выступая в составе сборной США U16, на чемпионате Америки U16, проходившем в Формосе, Аргентина.
В 2018 году завоевал золотую медаль, выступая в составе сборной США U17, на чемпионате мира U17, проходившем в Аргентине.

## Статистика

### Статистика в НБА
| Сезон                                                                                    | Команда | Регулярный сезон | Регулярный сезон | Регулярный сезон | Регулярный сезон | Регулярный сезон | Регулярный сезон | Регулярный сезон | Регулярный сезон | Регулярный сезон | Регулярный сезон | Регулярный сезон | Серия плей-офф | Серия плей-офф | Серия плей-офф | Серия плей-офф | Серия плей-офф | Серия плей-офф | Серия плей-офф | Серия плей-офф | Серия плей-офф | Серия плей-офф | Серия плей-офф |
| Сезон                                                                                    | Команда | GP               | GS               | MPG              | FG%              | 3P%              | FT%              | RPG              | APG              | SPG              | BPG              | PPG              | GP             | GS             | MPG            | FG%            | 3P%            | FT%            | RPG            | APG            | SPG            | BPG            | PPG            |
| ---------------------------------------------------------------------------------------- | ------- | ---------------- | ---------------- | ---------------- | ---------------- | ---------------- | ---------------- | ---------------- | ---------------- | ---------------- | ---------------- | ---------------- | -------------- | -------------- | -------------- | -------------- | -------------- | -------------- | -------------- | -------------- | -------------- | -------------- | -------------- |
| 2020/21                                                                                  | Денвер  | 25               | 0                | 9,3              | 41,7             | 27,8             | 75,0             | 2,0              | 0,6              | 0,2              | 0,1              | 2,6              | Не участвовал  | Не участвовал  | Не участвовал  | Не участвовал  | Не участвовал  | Не участвовал  | Не участвовал  | Не участвовал  | Не участвовал  | Не участвовал  | Не участвовал  |
| 2020/21                                                                                  | Орландо | 26               | 1                | 25,2             | 43,9             | 31,9             | 65,7             | 5,0              | 2,8              | 0,6              | 0,3              | 11,2             | Не участвовал  | Не участвовал  | Не участвовал  | Не участвовал  | Не участвовал  | Не участвовал  | Не участвовал  | Не участвовал  | Не участвовал  | Не участвовал  | Не участвовал  |
| 2021/22                                                                                  | Орландо | 64               | 14               | 21,9             | 38,3             | 35,0             | 64,1             | 3,0              | 2,5              | 0,7              | 0,2              | 7,6              | Не участвовал  | Не участвовал  | Не участвовал  | Не участвовал  | Не участвовал  | Не участвовал  | Не участвовал  | Не участвовал  | Не участвовал  | Не участвовал  | Не участвовал  |
| 2022/23                                                                                  | Орландо | 26               | 0                | 13,9             | 43,9             | 34,0             | 83,8             | 1,5              | 1,3              | 0,6              | 0,2              | 5,7              | Не участвовал  | Не участвовал  | Не участвовал  | Не участвовал  | Не участвовал  | Не участвовал  | Не участвовал  | Не участвовал  | Не участвовал  | Не участвовал  | Не участвовал  |
| 2022/23                                                                                  | Детройт | 21               | 3                | 18,5             | 42,3             | 36,5             | 66,7             | 2,3              | 1,0              | 0,5              | 0,2              | 7,3              | Не участвовал  | Не участвовал  | Не участвовал  | Не участвовал  | Не участвовал  | Не участвовал  | Не участвовал  | Не участвовал  | Не участвовал  | Не участвовал  | Не участвовал  |
| 2023/24                                                                                  | Майами  | 8                | 2                | 9,5              | 28,6             | 12,5             | 50,0             | 0,8              | 1,0              | 0,0              | 0,0              | 1,3              | Не участвовал  | Не участвовал  | Не участвовал  | Не участвовал  | Не участвовал  | Не участвовал  | Не участвовал  | Не участвовал  | Не участвовал  | Не участвовал  | Не участвовал  |
|                                                                                          | Всего   | 170              | 20               | 18,3             | 40,8             | 33,8             | 67,9             | 2,7              | 1,8              | 0,5              | 0,2              | 6,8              | Не участвовал  | Не участвовал  | Не участвовал  | Не участвовал  | Не участвовал  | Не участвовал  | Не участвовал  | Не участвовал  | Не участвовал  | Не участвовал  | Не участвовал  |
| Наведите курсор мыши на аббревиатуры в заголовке таблицы, чтобы прочесть их расшифровку. |         |                  |                  |                  |                  |                  |                  |                  |                  |                  |                  |                  |                |                |                |                |                |                |                |                |                |                |                |

### Статистика в Джи-Лиге
| Сезон                                                                                    | Команда              | Регулярный сезон | Регулярный сезон | Регулярный сезон | Регулярный сезон | Регулярный сезон | Регулярный сезон | Регулярный сезон | Регулярный сезон | Регулярный сезон | Регулярный сезон | Регулярный сезон | Серия плей-офф | Серия плей-офф | Серия плей-офф | Серия плей-офф | Серия плей-офф | Серия плей-офф | Серия плей-офф | Серия плей-офф | Серия плей-офф | Серия плей-офф | Серия плей-офф |
| Сезон                                                                                    | Команда              | GP               | GS               | MPG              | FG%              | 3P%              | FT%              | RPG              | APG              | SPG              | BPG              | PPG              | GP             | GS             | MPG            | FG%            | 3P%            | FT%            | RPG            | APG            | SPG            | BPG            | PPG            |
| ---------------------------------------------------------------------------------------- | -------------------- | ---------------- | ---------------- | ---------------- | ---------------- | ---------------- | ---------------- | ---------------- | ---------------- | ---------------- | ---------------- | ---------------- | -------------- | -------------- | -------------- | -------------- | -------------- | -------------- | -------------- | -------------- | -------------- | -------------- | -------------- |
| 2022/23                                                                                  | Лейкленд Мэджик      | 10               | 0                | 27,8             | 47,0             | 28,2             | 81,8             | 4,0              | 2,3              | 0,6              | 0,0              | 22,4             | Не участвовал  | Не участвовал  | Не участвовал  | Не участвовал  | Не участвовал  | Не участвовал  | Не участвовал  | Не участвовал  | Не участвовал  | Не участвовал  | Не участвовал  |
| 2023/24                                                                                  | Су-Фолс Скайфорс     | 9                | 3                | 28,0             | 42,9             | 27,3             | 60,9             | 5,0              | 4,8              | 1,8              | 0,4              | 11,9             | Не участвовал  | Не участвовал  | Не участвовал  | Не участвовал  | Не участвовал  | Не участвовал  | Не участвовал  | Не участвовал  | Не участвовал  | Не участвовал  | Не участвовал  |
| 2023/24                                                                                  | Кэпитал-Сити Гоу-Гоу | 14               | 3                | 25,1             | 46,2             | 43,3             | 75,0             | 3,6              | 3,5              | 0,6              | 0,3              | 14,1             | 1              | 0              | 5,8            | 0,0            | 0,0            | -              | 0,0            | 0,0            | 0,0            | 0,0            | 0,0            |
|                                                                                          | Всего                | 33               | 6                | 26,7             | 45,8             | 34,8             | 74,7             | 4,1              | 3,5              | 0,9              | 0,2              | 16,0             | 1              | 0              | 5,8            | 0,0            | 0,0            | -              | 0,0            | 0,0            | 0,0            | 0,0            | 0,0            |
| Наведите курсор мыши на аббревиатуры в заголовке таблицы, чтобы прочесть их расшифровку. |                      |                  |                  |                  |                  |                  |                  |                  |                  |                  |                  |                  |                |                |                |                |                |                |                |                |                |                |                |

### Статистика в других лигах
| Сезон | Команда             | Лига     | GP | GS | MPG  | FG%  | 3P%  | FT%  | RPG | APG | SPG | BPG | PFL | TOV | PPG  |
| --- | ------------------- | -------- | -- | -- | ---- | ---- | ---- | ---- | --- | --- | --- | --- | --- | --- | ---- |
| 2019/20 | Все клубы           | Все лиги | 17 | 14 | 21,3 | 41,7 | 29,4 | 73,7 | 3,9 | 2,5 | 1,2 | 0,4 | 2,1 | 1,5 | 9,6  |
| 2019/20 | Нью-Зиланд Брейкерс | НБЛ      | 15 | 12 | 20,6 | 40,7 | 29,5 | 67,9 | 3,9 | 2,4 | 1,1 | 0,3 | 1,9 | 1,5 | 8,8  |
| 2019/20 | Нью-Зиланд Брейкерс | НБЛ Блиц | 2  | 2  | 26,5 | 47,6 | 28,6 | 90,0 | 4,0 | 3,0 | 2,0 | 1,0 | 3,5 | 1,0 | 15,5 |
| Всего | Всего               | Всего    | 17 | 14 | 21,3 | 41,7 | 29,4 | 73,7 | 3,9 | 2,5 | 1,2 | 0,4 | 2,1 | 1,5 | 9,6  |
| Наведите курсор мыши на аббревиатуры в заголовке таблицы, чтобы прочесть их расшифровку Статистика приведена с сайта basketball.realgm.com |                     |          |    |    |      |      |      |      |     |     |     |     |     |     |      |